# Barleria elliptica
Barleria elliptica är en akantusväxtart som beskrevs av Raymond Benoist. Barleria elliptica ingår i släktet Barleria och familjen akantusväxter. Inga underarter finns listade i Catalogue of Life.